# Ежемуха большая
Ежемуха большая, или тахина большая (лат. Tachina grossa) — вид тахин подсемейства Tachininae.

## Описание
Крупные чёрные мухи длиной тела до 20 мм. Голова жёлтая. Первые два членика усиков красновато-жёлтые. Вершинный членик чёрный и короче второго. Орбитальные щетинки у самцов направлена вперёд, у самок редуцированы. По краю щитка имеется от 8 до 12 щетинок. Закрыловые чешуйки тёмно-бурые. Брюшко полушаровидное с множеством щетинок по заднему краю тергитов.

## Биология и охрана
Личинки являются паразитами в гусеницах и куколках чешуекрылых, в том числе волнянок , коконопрядов и бражников. Из-за низкой численности этот вид не имеет экономического значения в качестве регулятора численности вредителей. Имаго питаются на цветках активны с июня по август, иногда до сентября. В течение года развивается одно поколение, на юге ареала может быть два поколения.
Вид занесён в несколько региональных красных книг в России.

## Распространение
Широко распространённый в Евразии вид, встречающийся от Европы до юга Дальнего Востока.